# FK 라드
FK 라드(세르비아어: Фудбалски клуб Рад / Fudbalski klub Rad)는 베오그라드를 연고로 하는 세르비아의 축구 클럽이다. 현재는 세르비아 수페르리가에 참가하고 있으며 1958년 건설 노동자들을 중심으로 창단 되었고 라드라는 이름 또한 세르비아어로 "노동", "노동자"를 뜻한다.

## 역대 감독
| 감독              | 임기      |
| ----------------- | --------- |
| 마르코 발로크     | 1984      |
| 륩코 페트로비치   | 1990      |
| 보슈코 주로프스키 | 2002~2003 |
| 마르코 니콜리치   | 2008~2011 |
| 마르코 니콜리치   | 2012~2013 |
| 조란 렌둘리치     | 2021~2022 |

틀:베오그라드 존 리그